# Дру Николас
Дру Николас (енгл. Drew Nicholas; Хемпстед, Њујорк, 17. мај 1981) је бивши амерички кошаркаш. Играо је на позицији бека шутера. Целу професионалну каријеру је провео у Европи, а био је најбољи стрелац Евролиге 2006. године.

## Биографија
Студирао је на Универзитету Мериленд (1999–2003) са којим је био НЦАА шампион 2002. године. Након колеџа није драфтован, па је професионалну каријеру почео у Европи. Први тим му је био италијански друголигаш Фабријано. Са њима је у сезони 2003/04. бележио просечно 27,1 поен по мечу што му је донело титулу најбољег стрелца лиге. Наредну сезону је играо за Ливорно који је играо у највишем рангу - Серији А. Ту је наставио са сјајним партијама и са 22,8 поена по мечу био најбољи стрелац највишег ранга у Италији. Након завршетка регуларног дела Серије А преселио се у шпанску Таукерамику до краја те сезоне.
Међутим убрзо се вратио у Италију и у сезони 2005/06. заиграо за Бенетон Тревизо. Са њима је одиграо сјајну сезону, био је првак Италије и најбољи стрелац Евролиге са просечно 18,4 поена по мечу. То није промакло Ефес Пилсену који га доводи. Са њима је наставио са добрим поентерским ролама али ипак сем једног освојеног Купа Турске није успео да освоји више трофеја. У лето 2008. године прелази у Панатинаикос, са којим проводи наредне три сезоне. Са зеленима из Атине је освојио две Евролиге, три пута био првак Грчке и освојио један Куп.
Након ПАО-а прелази у амбициозни Емпорио Армани Милано, али тамо успева да се задржи тек неколико месеци током сезоне 2011/12. Након седам месеци паузе, у јулу 2012. се прикључио екипи московског ЦСКА са којим се задржао само до новембра исте године када је због слабих партија споразумно раскинут уговор. У јулу 2013. Николас је објавио крај професионалне каријере.
Николас је остао у лошем сећању љубитеља кошарке у Србији, када је био један од четворице Американаца у дресу Ефес Пилсена који су фебруара 2008. године одбили да путују са екипом у Србију на меч Евролиге са Партизаном. Америчка влада је тада својим држављанима саветовала да не путују у престоницу наше земље због стања у њој.

## Успеси

### Клупски
- Тревизо:
  - Првенство Италије (1): 2005/06.

- Ефес Пилсен:
  - Куп Турске (1): 2007.

- Панатинаикос:
  - Евролига (2): 2008/09, 2010/11.
  - Првенство Грчке (3): 2008/09, 2009/10, 2010/11.
  - Куп Грчке (1): 2009.

### Појединачни
- Најбољи стрелац Евролиге (1): 2005/06.
- Најбољи стрелац Првенства Италије (1): 2004/05.
- Најбољи стрелац Друге лиге Италије (1): 2003/04.
- Учесник Ол-стар утакмице Првенства Грчке (3): 2009. 2010, 2011.